# Grande mosquée de Kalâa des Béni Hammad
La Grande mosquée de Kalâa des Béni Hammad (en arabe : مسجد القلعة), est une mosquée historique située dans la wilaya de M'Sila, dans la commune de Maadid, en Algérie. Elle fait partie de l'ensemble du site archéologique de la Kalâa des Béni Hammad. Sa construction remonte au début du XIe siècle, sous le règne de l'émir Hammad ibn Bologhine. Le site est classé patrimoine mondial par l'UNESCO depuis 1980,,.
La mosquée s'étend sur une superficie de plus de 3 500 mètres carrés, adoptant une disposition rectangulaire. Elle comprend un vaste sahn, une salle de prière hypostyle et un minaret carré culminant à 25 mètres de hauteur,. Considérée comme l'une des plus grandes mosquées historiques d'Algérie,,, juste derrière la Mosquée de Mansourah à Tlemcen, elle contient également l'un des minarets les plus anciens du pays. De plus, la mosquée a probablement exercé une influence sur l'architecture almohade ultérieure, notamment la Giralda à Séville,. Avec d'autres vestiges archéologiques de structures palatiales, il constitue le principal témoignage de l'opulence et de l'impact de la civilisation hammadide,.

## Histoire
La mosquée a été fondée par le premier émir Hammadide, Hammad ibn Bologhine, dans la ville nouvellement fortifiée de Kalâa des Béni Hammad, qui servirait de capitale à l'Émirat hammadide,. Il engagea des bâtisseurs qualifiés qu'il fit venir de tous les coins. La mosquée est située dans la partie basse de la ville, plus précisément dans sa partie sud. Selon Ibn Khaldoun, on suppose que la Grande Mosquée d'El Kalâa a été construite en l'an 398 AH, ce qui correspond à l'année 1007 et coïncide avec la fondation de la ville, comme il est d'usage dans l'établissement des villes islamiques. Ainsi, la mosquée fut la première structure à être construite, suivie du centre administratif, puis des unités résidentielles,.
La mosquée a été modifiée sous le règne de l'émir An-Nasir ibn Alannas ibn Hammad (1062-1088), qui entreprit une deuxième phase de construction,. Elle a subi des transformations au cours desquelles le portique a été agrandi et étendu pour encercler la cour. La façade de la salle de prière a été renforcée en fermant certaines ouvertures aux angles de la cour. Des structures supplémentaires furent ajoutées, et c'est certainement au cours de cette phase que fut construite la maqsura, avec des murs dépassant les toits de la salle de prière. Les entrées de chaque côté du minaret ont été fermées et un étage supplémentaire a été ajouté aux constructions d'angle.
Après le déclin de la Kalâa des Béni Hammad dû à l'installation des Hilaliens dans la région, la mosquée tomba à l'abandon puis en ruines jusqu'à la période coloniale lorsque le général Léon de Beylié mena une campagne de fouilles archéologiques de trois mois et demi en 1908, mettant au jour partiellement le Palais du Lac et la Mosquée. Entre 1964 et 1972, le professeur Rachid Bourouiba a mené des recherches à la Kalâa des Béni Hammad, au cours desquelles il a mis au jour la Grande Mosquée. En 1974, la restauration du minaret de la mosquée a eu lieu ; de 1976 à 1982, l'UNESCO a adopté un plan de préservation et de restauration, et en 1987, une mission de restauration algéro-polonaise a été menée sur la Kalâa.

## Architecture
La mosquée de la Kalâa, comme dans toutes les villes du Monde islamique, occupe une place centrale par rapport à la ville (la partie basse densément peuplée). Côté nord de la mosquée, on y trouve les palais (Kalâa des Béni Hammad#Le Manar, le Palais du Lac,le palais du Salut), et côté sud, il y a les maisons et les magasins, et devant passe la route principale desservant la ville et menant de Bab Djennane à l'ouest à Bab al Akwass à l'est. Au fil du temps, la majeure partie de la mosquée a disparu, ne laissant derrière elle que des vestiges tels que le minaret, les fondations des murs et quelques colonnes. La mosquée, à l'origine de forme rectangulaire, mesurait 63 mètres de haut et 53 mètres de large, entourée d'un mur fortifié soutenu par des piliers rectangulaires,. Au sein de la mosquée, une salle de prière mesurant 53 mètres de hauteur et 34 mètres de largeur comptant treize allées et huit travées,,. La cour, s'étendant sur 53 mètres de longueur et 26 mètres de largeur, est séparée de la maison de prière par une enclosure murée comportant trois portes accessibles dans le mur d'enceinte.

### Extérieur

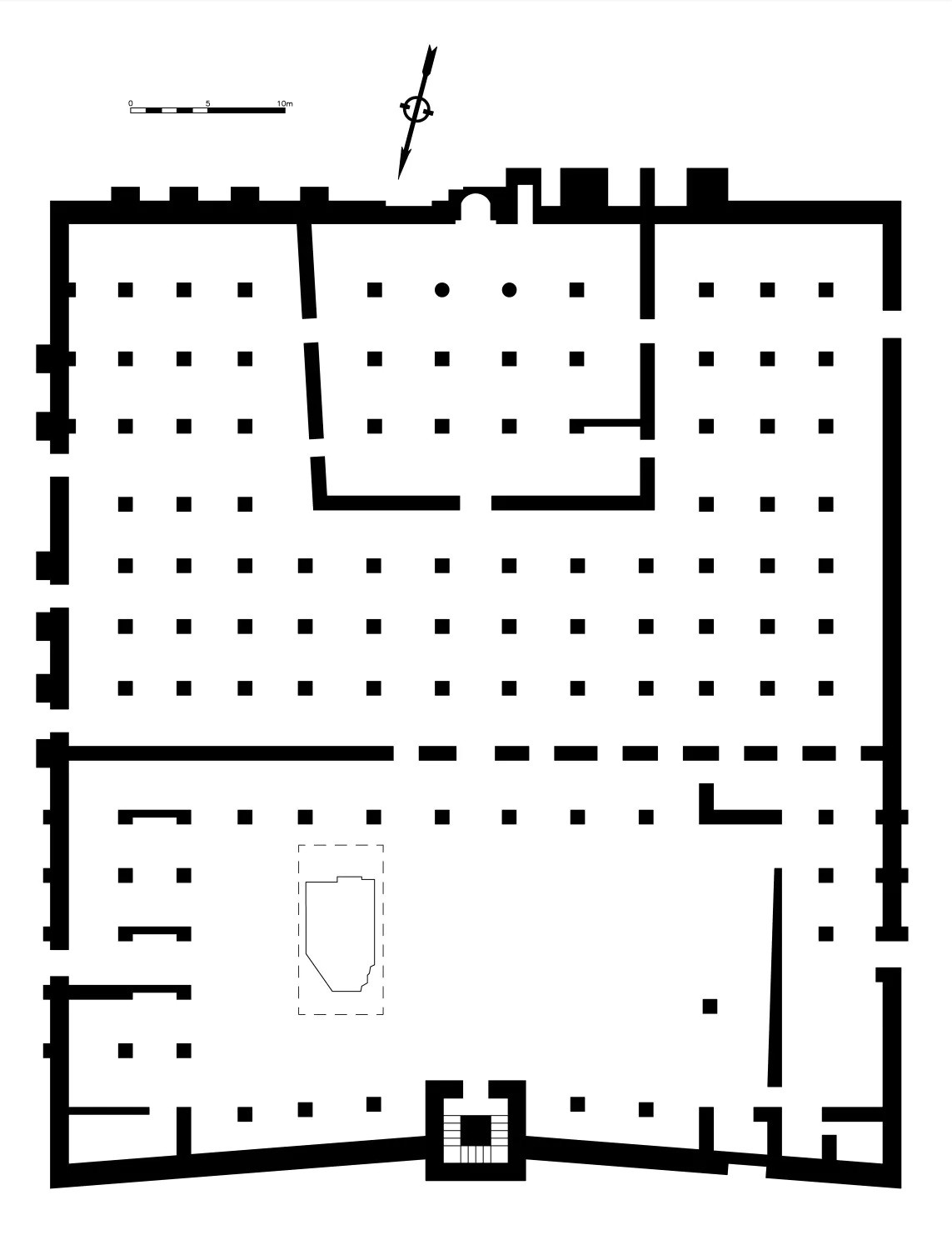
Plan de la salle de prière, selon Rachid Bourouiba (1986).

#### Enclosure
La structure est entourée d'un mur de 1,50 mètres de haut, fortifié de colonnes rectangulaires à l'extérieur, mesurant chacun 1,80 mètres de longueur et 1,30 mètres de largeur, et comporte trois portes ouvertes : une à l'est, une à l'ouest et la troisième au nord. La porte nord mène à un escalier de neuf marches, actuellement bloqué. Située sur le côté, l'entrée donne sur une cour avec un portique et une citerne. Les colonnes cylindriques du portique, fabriquées à partir de marbre blanc, reposaient autrefois sur des bases en maçonnerie, mais sont maintenant incomplètes, les cinq colonnes du côté est manquantes. Ces portes principales servaient de connexions avec l'extérieur, donnant accès à une série de pièces ou de chambres couvrant le plateau, remplissant probablement un objectif similaire à celui du Complexe du Sultan Qala'ûn au Caire en Égypte,.

#### Cour

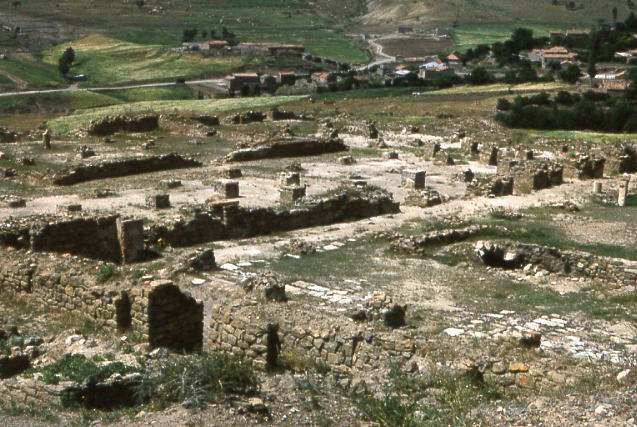
La cour de la grande mosquée et la citerne

La cour, de 53,20 mètres sur 26,90, est entourée d'un portique et pavée de tuiles blanches, avec en son centre une citerne alimentée par une source. Cette citerne, mesurant 11,15 mètres de longueur, 5,40 mètres de largeur et 2,80 mètres de hauteur, présente une voûte partiellement effondrée. Onze portes dans le mur d'enceinte mènent à la cour depuis la salle de prière,,,. À l'ouest de la cour, trois pièces dédiées aux ablutions ont été trouvées, l'une contenant un grand pithos. Adjacente à la partie est, une petite pièce pouvant servir de bibliothèque a été découverte. La salle orientale, pavée de pierres et divisée par un arc en plein cintre, repose sur deux montants. Le minaret est positionné au centre du côté nord de la cour. Selon Blanchet, le mur séparant la cour du hall principal comportait des tuyaux en poterie percés verticalement pour l'évacuation des eaux de pluie. De plus, à l'intérieur de ce mur se trouvait une niche semi-cylindrique, d'un mètre de large, fonctionnant comme un mihrab et ornée de zellige. Des fragments de verre des vitraux ont également été découverts à l'intérieur du mur. Enfin, les archéologues ont découvert dans la cour trente-trois tronçons de puits en pierre grossièrement taillée, d'un diamètre allant de 15 à 42 cm.

#### Minaret
Au cœur de l'axe du mihrab, situé au centre du côté nord de la cour, se dresse le minaret, qui atteint actuellement une hauteur de 24,70 mètres, bien que sa partie supérieure soit effondrée. Sa tour rectangulaire, mesurant 6,50 mètres de côté, abrite un escalier de cent vingt-sept marches, s'enroulant autour de son centre et menant au sommet,. Construit sur un plan carré rappelant ceux de Syrie, il comportait à l'origine des ornements en céramique sur sa façade sud, tandis que son escalier en bois fut ensuite remplacé par un escalier en pierre,.
La décoration islamique du minaret est soigneusement organisé en trois registres verticaux,. Au premier plan, une plaque rectangulaire ornée de palmettes et de volutes embellit l'entrée. Au milieu, une série de Baies aveugles ou arcs ouverts, dont la forme varie de pointu à rond, se superposent. Flanquant ce registre central se trouvent des niches aveugles, parfois agrémentées de motifs en coquille, abritant des zelliges ou des motifs de croix remodelés en stuc à l'arrière, disposés symétriquement. Les premiers chercheurs ont discerné dans certains éléments de la décoration un lien avec l'art ancien et les motifs byzantins. Le registre central présente, au-dessus de la porte d'entrée, une table en pierre sculptée, un arc polylobé partiellement conservé, trois travées superposées et un renfoncement avec trois arcs en plein cintre. Quant aux registres latéraux, ils se reflètent mutuellement dans leur décoration, comportant, de bas en haut, une niche à base semi-cylindrique couronnée par une voûte en forme de coquille, et deux niches à bases plates,.
Détruit à son sommet, on suppose que le minaret était à l'origine couronné de créneaux et d'une lanterne ressemblant à celle de la Mosquée Koutoubia à Marrakech,,. La conception et la décoration du minaret rappellent la Giralda de Séville et la Tour Hassan de Rabat,. Seule la façade sud donnant sur la cour est embellie. Ce qui le distingue est la disposition unique des ornements en trois registres verticaux, une caractéristique pionnière dans l'histoire de l'art islamique, reprise plus tard dans le minaret de la Giralda de Séville,.

#### Intérieur

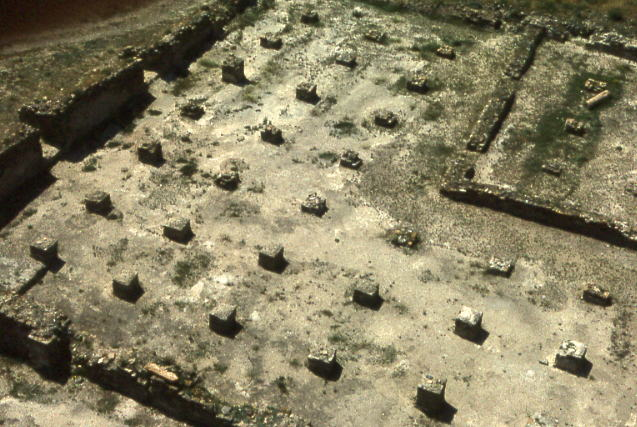
Fondations de la salle de prière

La salle de prière de la mosquée est rectangulaire, mesurant 53,20 mètres de longueur et 34,20 mètres de largeur, avec treize arches et huit pavements,,. Cependant, les colonnes de cette salle ont disparu, ne laissant intactes que les fondations. Il est évident que l'Artesonado (en) et le toit ont été construits en bois, car aucun débris de maçonnerie n'a été trouvé au sol. À l'intérieur de la salle de prière, il y a une structure entourant le mihrab, composée de cinq arches et de quatre pavements. Cette structure, initialement considérée comme une maqsura, est maintenant considérée comme une petite mosquée construite à l'intérieur de la salle de prière après le départ des Hammadides pour Béjaïa et le déclin ultérieur de la population de la Kalâa des Béni Hammad,,,. La salle de prière elle-même comprend des nefs perpendiculaires au mur de la qibla. Les cinq nefs centrales sont séparées du reste de la salle par un mur de 1,10 mètre d'épaisseur, actuellement à une hauteur de 0,60 mètre,. Du mihrab à l'intérieur de la salle de prière, il ne reste que sa base, tronquée sur le côté droit. Sa niche orientée au sud avait la forme d'un arc brisé, soutenu par deux colonnes. Cependant, seuls leurs emplacements sont désormais discernables.

## Décorations

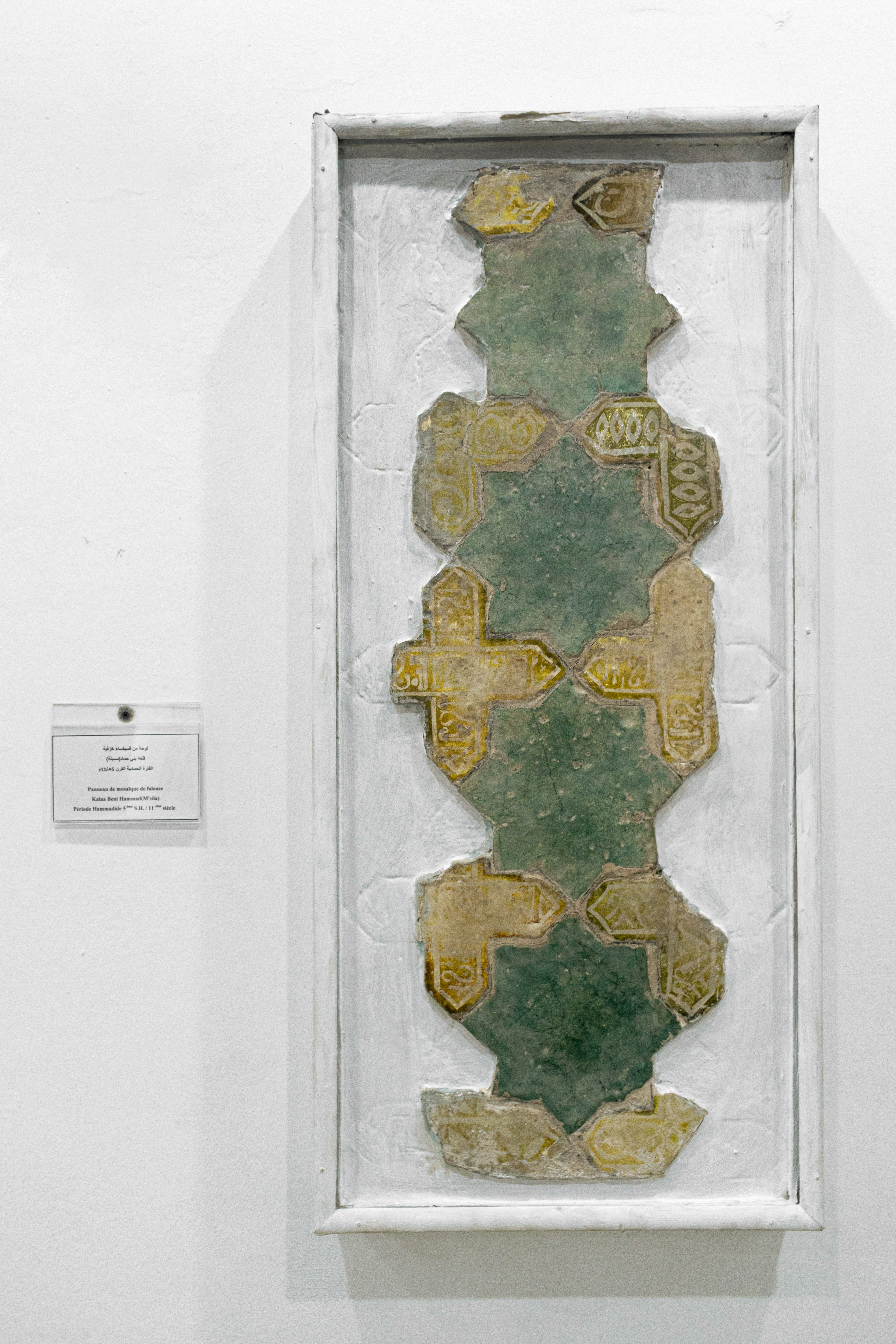
Panneau de Zellige, exposé au Musée national des antiquités et des arts islamiques à Alger.

Les archéologues ont découvert que les colonnes étaient ornées de textes religieux de type calligraphie arabe, les fragments et les panneaux comportait des écritures coufiques et les restes de poterie étaient vernissées. Le registre central du minaret comprend un arc en plein cintre en brique soutenu par deux colonnes flanquant l'entrée. Au-dessus, il y a un panneau de pierre orné d'Arabesque floral et de motifs géométriques islamiques tels que des Palmettes,,, suivi d'un arc pentagoneal, d'un arc en plein cintre, puis d'un arc droit incurvé avec une fenêtre au sommet,. Des fenêtres supplémentaires ornent la structure, avec trois arcs semi-circulaires unis au centre. Les registres latéraux comportent chacun un bassin semi-circulaire surmonté d'un dôme ressemblant à une coquille, semblable à ceux vus sur la tour Al Manar,. Ceux-ci sont complétés par des nuances de vert bleuâtre incrustés dans le plâtre, ainsi que par des briques glacis formant des croix dans les arcs en contrebas,. Ces décorations se retrouvent exclusivement sur la façade sud du minaret, les autres côtés ne comportant que des fenêtres étroites,,.
Le sahn était pavée de tuiles blanches, tandis que les colonnes de marbre, de forme ovale, se dressaient au sommet de piliers renforcés, dont quatre solidement ancrés dans le sol. Cependant, les colonnes en marbre rose ou blanc, comme le constatait Paul Blanchet à la Grande Mosquée, ont disparu depuis. De plus, le mur séparant la cour de la salle de prière principale, tel que décrit par Blanchet, comportait des tuyaux en poterie positionnés verticalement pour le évacuation des eaux pluviales. A l'intérieur de ce mur, une niche semi-cylindrique, mesurant un mètre de large et ornée de zellige vert, servait de mihrab. Notamment, le mur abritait également des vitraux. Les différentes fouilles ont mis au jour une richesse de trésors archéologiques, notamment des fragments décoratifs, des colonnes, des bassins, des céramiques, des faïences, des pièces de monnaie et des bijoux,. Actuellement, ces pièces sont exposées au Musée national des antiquités et des arts islamiques à Alger, au Musée national Cirta à Constantine, le Musée public national de Sétif à Sétif, le Musée du Louvre à Paris et au musée in situ.

## Influence

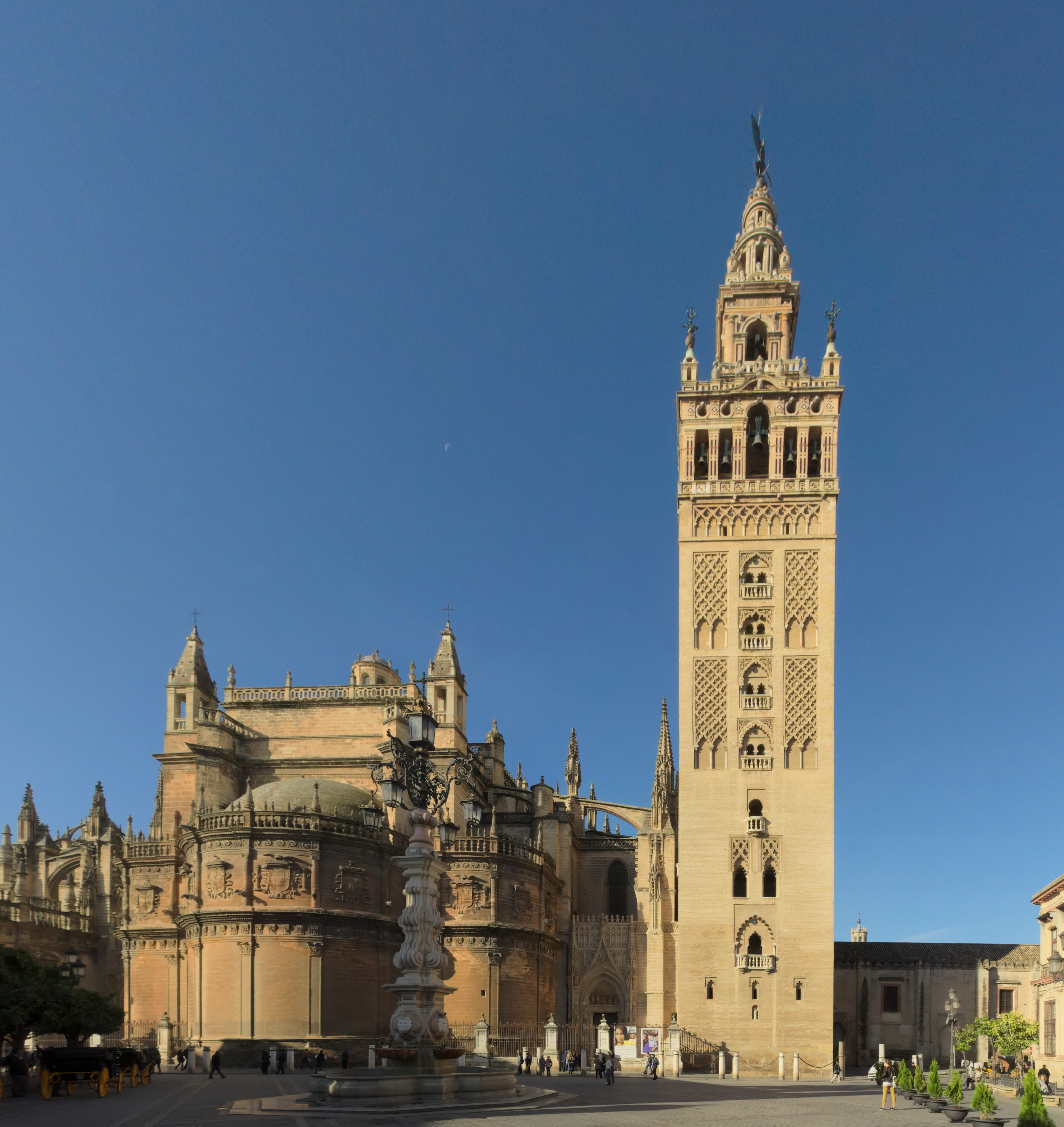
Giralda, qui serait directement influencée par le minaret hammadide de la Kalâa,

La mosquée, et en particulier son minaret, occupe une place importante dans l'architecture mauresque en raison de ses caractéristiques architecturales originales et innovantes. Contrairement aux mosquées de la Kairouan et de Sfax, le minaret de la mosquée de la Kalâa se dresse en face du mihrab mais en diffère considérablement par sa forme, avec des murs verticaux au lieu de murs battus. Certains chercheurs proposent que ce minaret ait influencé l'minarets almohades, notamment la Giralda de Séville, caractérisée par des décorations organisées sur trois panneaux verticaux, rappelant les motifs trouvés dans la tour de la Kalâa,. Cette influence s'est étendue à d'autres tours almohades, comme celles de la Mosquée Koutoubia et de la Tour Hassan à Rabat,. En outre, le minaret de la Kalâa a également constitué une inspiration dans les mosquées Royaume de Tlemcen et des Mérinides de Tlemcen, où la structure interne de l'architecture zianide présente une ressemblance frappante avec celle de la mosquée de la Kalâa des Béni Hammad. Concernant celle de la Mosquée de Mansourah, construite par les Mérinides à Tlemcen, sa façade à décoration islamique semble avoir été influencée par celles de la Kalâa et de la Giralda de Séville.